# Bertram Patenaude
Bertram „Bert“ Patenaude (* 4. November 1909 in Fall River, Massachusetts; † 4. November 1974 ebenda) war ein US-amerikanischer Fußballspieler, der als Erster drei Tore in einem Spiel der WM-Endrunde schoss. Seine Eltern waren Franko-Kanadier.

## Karriere

### Verein
Patenaude spielte in der professionellen American Soccer League. Obwohl seine Geburtsstadt Fall River eines der Zentren des Ostküstenfußballs war, begann er seine Karriere 1928 beim Philadelphia Field Club, er wechselte aber noch in derselben Saison nach einem kurzen Zwischenstopp bei J&P Coats für zwei Jahre zu den Fall River FC, anschließend kurz zu den Newark Americans und wieder zu den 'Marksmen' zurück. Mit dem Fall River gewann der Stürmer 1930 den National Challenge Cup. Im Final-Hinspiel, als Patenaude noch fehlte, gewann sein Team mit 7:2 gegen die Cleveland Bruell Insurance. Erst im Rückspiel, beim 2:1-Erfolg, war der Stürmer mit von der Partie. Ein Treffer gelang ihm jedoch nicht. Im Folgejahr erreichte die Mannschaft erneut das Endspiel. Wieder siegte der Klub im Hinspiel deutlich, wobei Patenaude beim 6:2-Sieg gegen die Chicago Bricklayers fünf Treffer erzielte. Das Rückspiel-1:1 verlor nach dem deutlichen Sieg in der ersten Begegnung an Bedeutung, nachdem auch das dritte entscheidende Spiel mit 2:0 siegreich abgeschlossen wurde. Auch hier konnte Patenaude nochmals treffen. Im Laufe der Saison 1931 benannte sich der Klub nach einer Fusion und Umzug um in die New York Yankees um. Bald spielte der Offensivakteur für die New York Giants. Nach Neugründung der ASL als semi-professionelle Liga spielte er noch für die Philadelphia German-Americans, die Philadelphia Passon und ab 1935 für die St. Louis Central Breweries, mit denen er im selben Jahr zum dritten Mal in seiner Laufbahn das Endspiel des National Challenge Cup erreichte. Nach 5:2 und 1:3 sicherte man sich knapp den Titel. Patenaude war in beiden Partien aktiv. Zum Folgejahr nannte sich der Klub in und die St. Louis Shamrocks um. Erneut erreichte der Verein das Endspiel um den National Cup, scheiterte aber an den Philadelphia German-Americans. Beim 2:2-Hinspiel war Patenaude noch über die volle Spielzeit auf dem Platz, im Rückspiel war er nur noch Zuschauer und konnte bei der 0:3-Niederlage nur zugucken. In der ersten (professionellen) ASL kam er insgesamt auf 124 Meisterschaftsspiele und 118 Tore. 1936 wechselte er schließlich nochmals und schloss sich den Philadelphia Passon an. in der Saison 1938/39 erzielte er für diese 24 Treffer in der National-Division und war damit bester Angreifer der Liga. Die Mannschaft erreichte das Halbfinale um die Nationalmeisterschaft, scheiterte dort aber an Philadelphia German-American. Kurz darauf spielte Patenaude erst in einer Ostküstenauswahl gegen die Nationalmannschaft Schottlands und später mit einem Amerikanischen All-Star-Team gegen das gleiche Team.
Patenaude wurde 1971 in die National Soccer Hall of Fame aufgenommen.

### Nationalmannschaft
Patenaude, der insgesamt nur vier Länderspiele für die USA bestritten hat, gilt als der erste Fußballer, der während eines WM-Turniers einen Hattrick erzielt hat. 1930 nominierte ihn Nationaltrainer Robert Millar in das Aufgebot der Vereinigten Staaten für die WM in Uruguay. Sein WM-Debüt gab Patenaude am 13. Juli 1930 gegen Belgien. 21 Minuten vor Schluss gelang im dabei sein WM-Premierentor, womit er den Schlusspunkt beim 3:0-Auftakterfolg setzte. Drei Tage später, am 17. Juli 1930 im WM-Spiel gegen Paraguay erzielte er dann den ersten Hattrick in der WM-Geschichte. Das erste Tor schoss er in der 10. Minute dieser Begegnung. Beim zweiten Tor, fünf Minuten später, streiten sich die Gelehrten. Die Rec.Sport.Soccer Statistics Foundation beschreibt es als Eigentor von Aurelio González, laut jahrzehntelang aufrechterhaltener Position der FIFA war es ein reguläres Tor der USA durch Tom Florie, die US-Fußball-Föderation und nunmehr auch offiziell die FIFA schreiben dieses Tor allerdings Patenaude zu. Dem folgte dann später noch ein 3:0 in der 50. Minute. Zwei Tage später im gleichen Turnier erzielte der Argentinier Guillermo Stábile dann ebenfalls einen Hattrick. Durch die beiden Erfolge qualifizierte sich die Mannschaft für das Halbfinale des Turniers, scheiterte dort aber deutlich nach 1:6 gegen Argentinien. Patenaude kam in jedem Spiel der WM zum Einsatz.
Auch wenn Patenaude nur zu vier Länderspieleinsätzen kam, so erzielte er doch sechs Tore in diesen Spielen.

## Erfolge

### Verein
- National Challenge Cup mit Fall River: 1930, 1931
- National Challenge Cup mit St. Louis Central Breweries: 1935
- Gewinner der ASL mit Fall River: 1928/28, 1929, 1930
- Gewinner der ASL mit New York Giants: 1931

### Individuell
- Aufnahme in die National Soccer Hall of Fame: 1971